# Кристина Магдалена Пфальц-Цвейбрюкен-Клеебургская
Кристина Магдалена Пфальц-Цвейбрюкен-Клеебургская (нем. Christine Magdalena von Pfalz-Zweibrücken-Kleeburg; 27 мая 1616, Нючёпинг — 14 августа 1662, замок Карлсбург) — дочь пфальцграфа Клебургского, в замужестве — маркграфиня Баден-Дурлахская.

## Жизнь
Кристина Магдалена была старшей дочерью пфальцграфа Иоганна Казимира Цвейбрюкен-Клеебургского (1589—1652) и принцессы Катарины (1584—1638), дочери короля Карла IX. Брат Кристины Магдалены стал в 1654 году Карлом X, королём Швеции.
После смерти Марии Элеоноры Бранденбургской Кристина Магдалена занималась воспитанием её дочери, будущей шведской королевы Кристины.
30 ноября 1642 года в Стокгольме Кристина Магдалена вышла замуж за Фридриха VI.
В 1656 году получила коммуну Кутценхаузен для своего брата Карла X, которая была продана в 1703 году.

## Семья
У Кристины Магдалены было 7 детей:
- Фридрих Казимир (1643—1644)
- Кристина (1645—1705)

1-й муж: 1665 Альбрехт II (1620—1667), маркграф Бранденбург-Ансбаха
2-й муж: 1681 Фридрих I (1646—1691), герцог Саксен-Гота-Альтенбургский
- Элеонора Екатерина (1646)
- Фридрих VII (1647—1709), маркграф Баден-Дурлаха, женат на Августе Марии Гольштейн-Готторпской
- Карл Густав (1648—1703)
- Екатерина Барбара (1650—1733)
- Иоганна Елизавета (1651—1680)

муж: 1673 Иоганн Фридрих (1654—1686), маркграф Бранденбург-Ансбаха
- Фридерика Элеонора (1658)